# Stadio Olimpico (Rzym)
Stadio Olimpico – włoski stadion sportowy, na którym swoje mecze rozgrywają dwie rzymskie drużyny: S.S. Lazio oraz AS Roma. Stadion jest także stadionem narodowym i rozgrywają tu swoje najważniejsze spotkania reprezentacje Włoch w piłce nożnej i rugby union.
Został zbudowany w latach 1928-1937, następnie w 1952 roku rozbudowany z myślą o Letnich Igrzyskach Olimpijskich rozgrywanych w 1960 roku w Rzymie. W roku 1990 stadion został ponownie gruntownie przebudowany, tym razem na potrzeby Mistrzostw Świata w piłce nożnej (dobudowano m.in. dach).
Obecnie obiekt może pomieścić 82 456 widzów, posiada on również bieżnię lekkoatletyczną. W 1987 stadion ten był areną lekkoatletycznych mistrzostw świata. Corocznie odbywa się tutaj jeden z mityngów diamentowej ligi IAAF – Golden Gala. 27 maja 2009 ponownie rozegrany został tutaj finał piłkarskiej Ligi Mistrzów, który zakończył się zwycięstwem FC Barcelony 2:0 nad obrońcą tytułu, Manchesterem United.
Z powodu przeprowadzanego na Stadio Flaminio remontu domowe mecze reprezentacji rugby w ramach Pucharu Sześciu Narodów 2012 zostały przeniesione na Stadio Olimpico. Na obu meczach pojawiło się łącznie ponad 125 tysięcy widzów, toteż Włoska Federacja Rugby podjęła decyzję o rozgrywaniu tam meczów Pucharu Sześciu Narodów do 2015 roku.

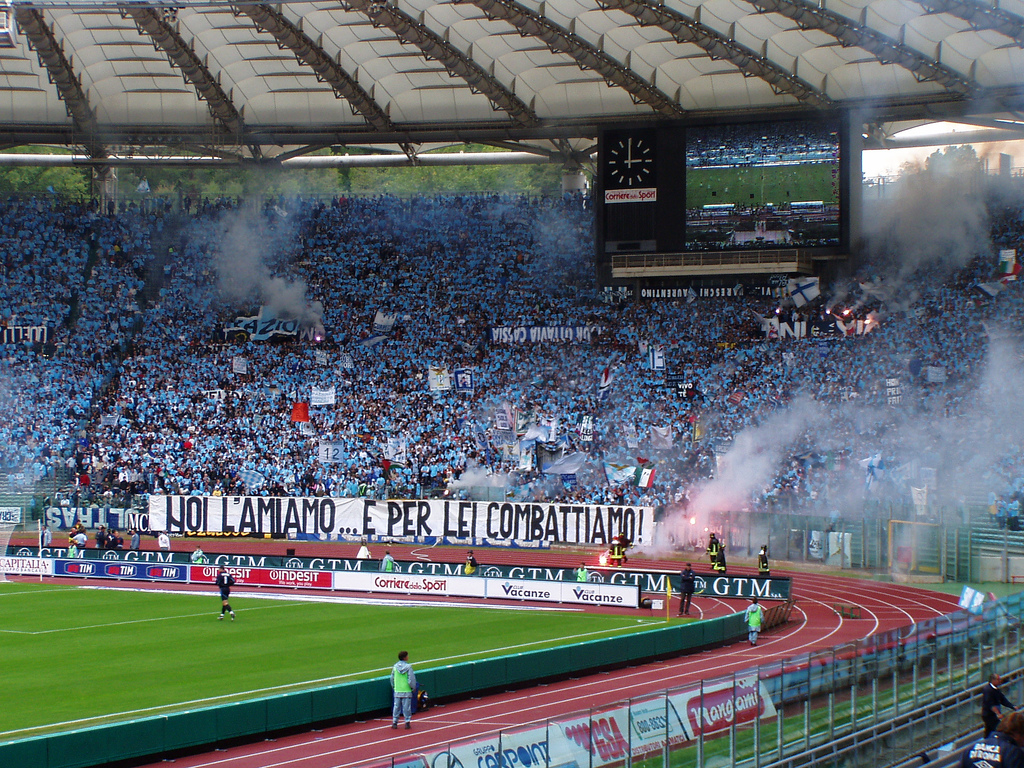
Stadio Olimpico podczas meczu Lazio–Rzym
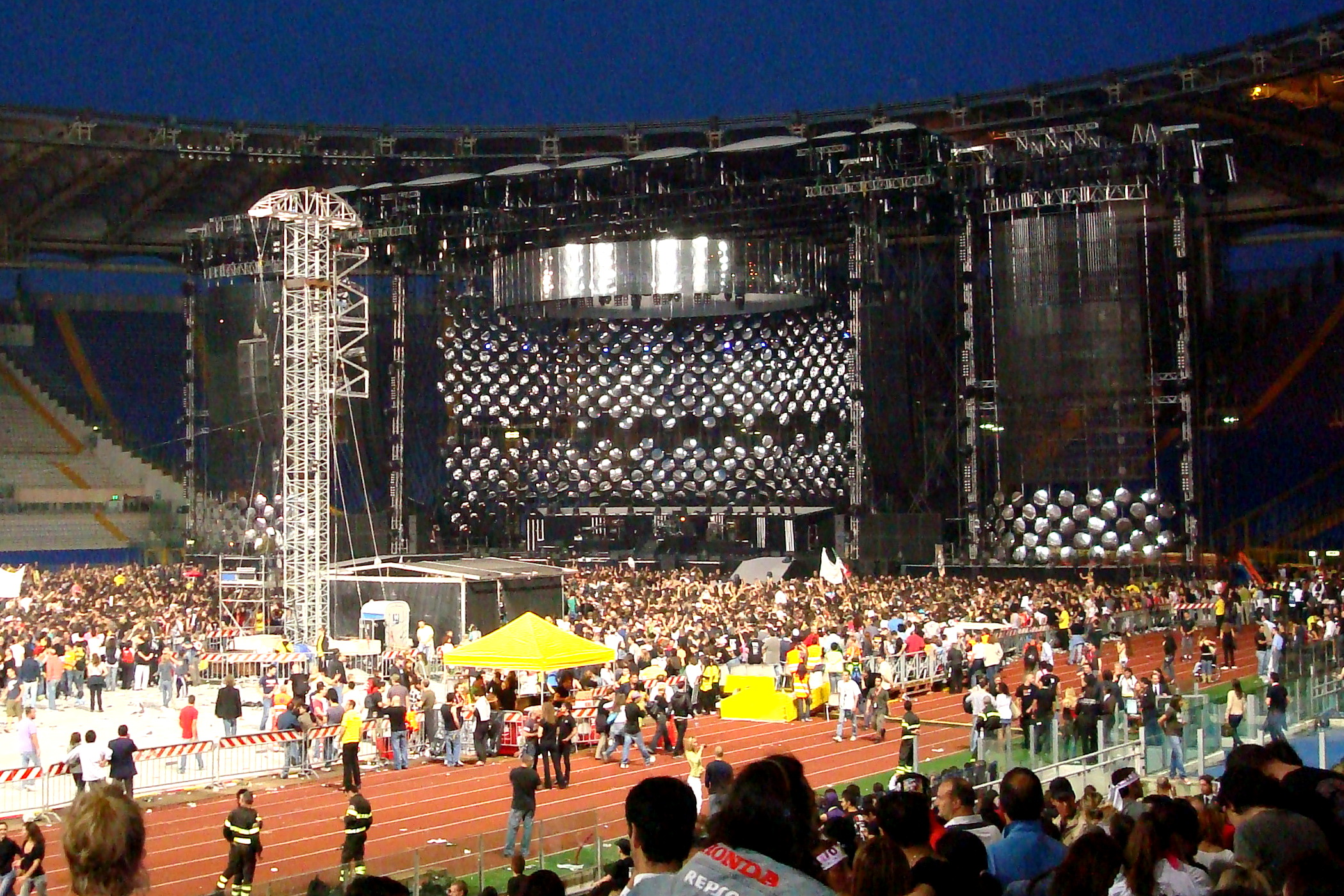
Stadio Olimpico w Rzymie przed koncertem Vasco Rossi, 29 maja 2008
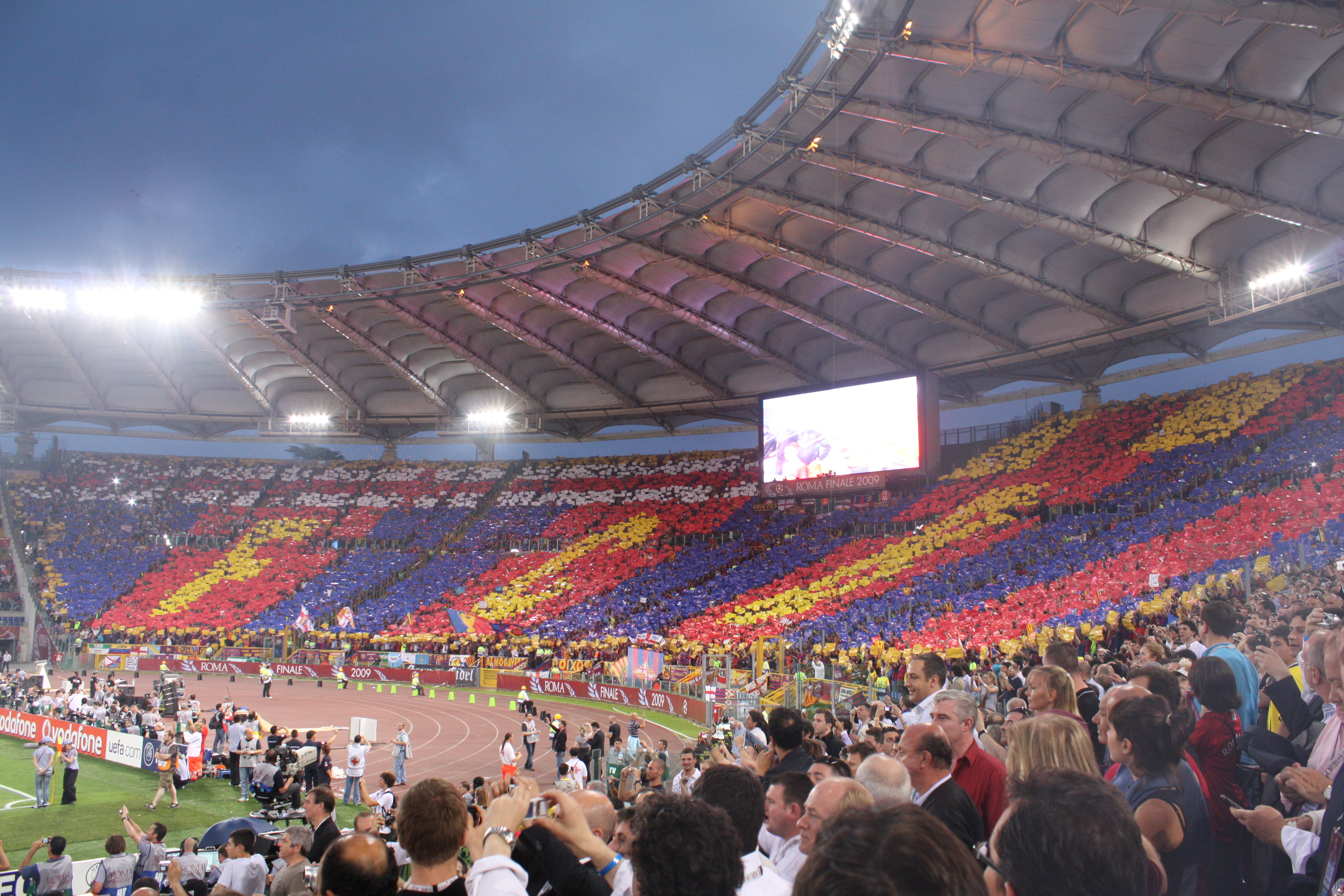
Oprawa meczu na Stadio Olimpico podczas finału Ligi Mistrzów, 2009

## Ważniejsze wydarzenia
- sierpień-wrzesień 1960 – Letnie Igrzyska Olimpijskie;
- 10 czerwca 1968 – finał ME w piłce nożnej: Włochy – Jugosławia 2:0;
- 25 maja 1977 – finał Pucharu Europy: Liverpool F.C. – Borussia Mönchengladbach 3:1;
- 22 czerwca 1980 – finał ME w piłce nożnej: RFN – Belgia 2:1;
- 30 maja 1984 – finał Pucharu Europy: Liverpool F.C. – AS Roma 1:1 (k. 4:2);
- sierpień-wrzesień 1987: MŚ w lekkoatletyce;
- 8 lipca 1990 – finał MŚ w piłce nożnej: RFN – Argentyna 1:0;
- 22 maja 1996 – finał Ligi Mistrzów: Juventus F.C. – AFC Ajax 1:1 (k. 4:2).
- 6 sierpnia 2006 – koncert amerykańskiej piosenkarki Madonny w ramach trasy koncertowej Confessions Tour (widownia: 63 054 - 100%).
- 6 września 2008 – koncert amerykańskiej piosenkarki Madonny w ramach trasy koncertowej Sticky & Sweet Tour (widownia: 57 690 - 100%).
- 27 maja 2009 – finał Ligi Mistrzów: FC Barcelona – Manchester United 2:0
- 8 października 2010 – koncert irlandzkiego zespołu U2 w ramach trasy koncertowej U2 360° Tour.